# 심쿵해 (Heart Attack)
〈심쿵해 (Heart Attack)〉는 대한민국의 걸 그룹 AOA의 노래이다. AOA의 세 번째 미니 음반 《Heart Attack》의 타이틀곡으로, 2015년 6월 22일 발매되었다. 일본에서는 무네큔(胸キュン)이라는 제목으로 7월 29일 세 번째 싱글로 발매되었다. 7월 31일에는 중국에서도 싱글로 발매되었다.

## 트랙 리스트
일본 CD 싱글
1. 심쿵해(胸キュン)
2. 흔들려 (ゆれる)
3. Joa Yo! (チョアヨ！)
4. 심쿵해 (Karaoke Ver.)
5. 흔들려 (Karaoke Ver.)
6. Joa Yo! (Karaoke Ver.)

## 차트
| 차트 (2015)          | 최고 순위 |
| -------------------- | --------- |
| 대한민국 (가온 차트) | 1         |
| 일본 (오리콘)        | 6         |

## 발매일
| 국가       | 날짜            | 포맷                            | 레이블             | 출처          |
| ---------- | --------------- | ------------------------------- | ------------------ | ------------- |
| 대한민국   | 2015년 6월 22일 | 디지털 다운로드                 | CJ E&M             | [ 4 ]         |
| 일본       | 2015년 7월 29일 | CD 싱글, DVD, CD+DVD            | 유니버설 뮤직 재팬 | [ 5 ]         |
| 중국       | 2015년 7월 31일 | 디지털 다운로드                 | FNC 엔터테인먼트   | [ 6 ]         |
| 인도네시아 | 2025년 5월 21일 | 디지털 다운로드                 | Sony Music         | [ 7 ] [ 8 ]   |
| 필리핀     | 2025년 5월 22일 | 디지털 다운로드,디지털 다운로드 | Sony Music         | [ 9 ] [ 10 ]  |
| 태국       | 2025년 5월 29일 | 디지털 다운로드,디지털 다운로드 | Sony Music         | [ 11 ] [ 12 ] |
| 인도       | 2025년 6월 7일  | 디지털 다운로드,디지털 다운로드 | Sony Music         | [ 13 ] [ 14 ] |